# Rube and Mandy at Coney Island
Rube and Mandy at Coney Island er en amerikansk stumfilm fra 1903 af Edwin S. Porter.